# Caterina Mieras i Barceló
Caterina Mieras i Barceló (Sant Joan, Mallorca, 5 d’abril de 1947) és llicenciada en Medicina i Cirurgia, i especialitzada en dermatologia i venereologia, per la Universitat de Barcelona, és també diputada al Parlament de Catalunya des de 1999. Va ser Consellera de Cultura de la Generalitat de Catalunya al govern Maragall, entre 2003 i 2006.

## Biografia
Va néixer a la població de Sant Joan, situada a l'illa de Mallorca. Mieras va participar en la fundació, el 1967, del Sindicat Democràtic d'Estudiants de la Universitat de Barcelona (SDEUB), i va ser suspesa del dret de matrícula durant dos anys.
Mieras va exercir com a mestra de l'Escola de Magisteri de les Illes Balears. Posteriorment, va treballar en els serveis de dermatologia de l'Hospital Clínic de Barcelona de 1974 a 1977 i a la Vall d'Hebron de 1978 a 1991. També ha estat professora de dermatologia de la Facultat de Medicina de la Universitat Autònoma de Barcelona de 1979 a 1991 i a l'Escola Universitària d'Infermeres de la Residència de la Vall d'Hebron de 1979 a 1991. Forma part, a més, del comitè d'experts en dermatologia proposat pel col·legi de Metges de Barcelona per a assumptes judicials des de la seva creació, el 1990.
Ha col·laborat amb els programes de la Conselleria de Sanitat i Seguretat Social de la Generalitat per a la prevenció i el control de la sida, com a membre del grup de treball i com a vicepresidenta de la Comissió Assessora fins a la seva dissolució, el 1989. La Federació de Dones Progressistes, d'àmbit estatal, li va concedir el premi Dona Progressista 1994 per la seva labor científica i social en el camp de la sida. Va participar, també, en el Fòrum de les Dones organitzat per les Nacions Unides a Pequín.

## Activitat política
Entre 1975 i 1979 va militar en el Partit Socialista Unificat de Catalunya (PSUC), i el 1980 va ingressar al PSC. Entre 1995 i 2003 va ser regidora a l'Ajuntament de Badalona, on es va ocupar de les àrees de Cultura, Joventut i Esports i, durant l'última legislatura, Cultura, Solidaritat i Cooperació.
L'any 2003 fou nomenada Consellera de Cultura de la Generalitat de Catalunya sota la presidència de Pasqual Maragall. A la primera remodelació del govern Maragall, feta el 20 d'abril de 2006, va ser substituïda com a Consellera de Cultura de la Generalitat de Catalunya per Ferran Mascarell.
Durant el seu mandat, va culminar l'operació de retorn d'una part de la documentació confiscada per la dictadura franquista que estava a l'Arxiu General de la Guerra Civil, a Salamanca.
Al seu torn, mantingué una postura ambigua respecte als béns artístics originaris de la Franja de Ponent dipositats al Museu de Lleida. Va donar el vistiplau al retorn de les obres a l'Aragó, però amb una sèrie de condicions que dificultaven la sortida de Catalunya.
Actualment té el càrrec de vocal a l'entitat de caràcter unionista espanyola Societat Civil Catalana (SCC).